# ماء أسود (فلم)
ماء أسود (بالإنجليزية: Black Water) هو فيلم حركة تم إنتاجه في الولايات المتحدة وكندا وصدر سنة 2018 بطولةجين كلود فان دام ودولف لندجرين.

## القصة
عميل المخابرات المركزية (ويلر) مُحتجَز في موقع سري محظور على متن غواصة نووية، وعليه أن يهرب بمعاونة حليفه الجديد (ماركو)، ثم يمحي اسمه وكُل ما يتعلق بحياته القديمة قبل أن يختفي للأبد.

## الميزانية والإيرادات
حقق الفيلم أرباح تقدر بـ 7.9 مليون دولار.

## وصلات خارجية
- مقالات تستعمل روابط فنية بلا صلة مع ويكي بيانات

ماء أسود على IMDb
ماء أسود على Rotten Tomatos
ماء أسود على AllMovie